# Porclas Cumbel

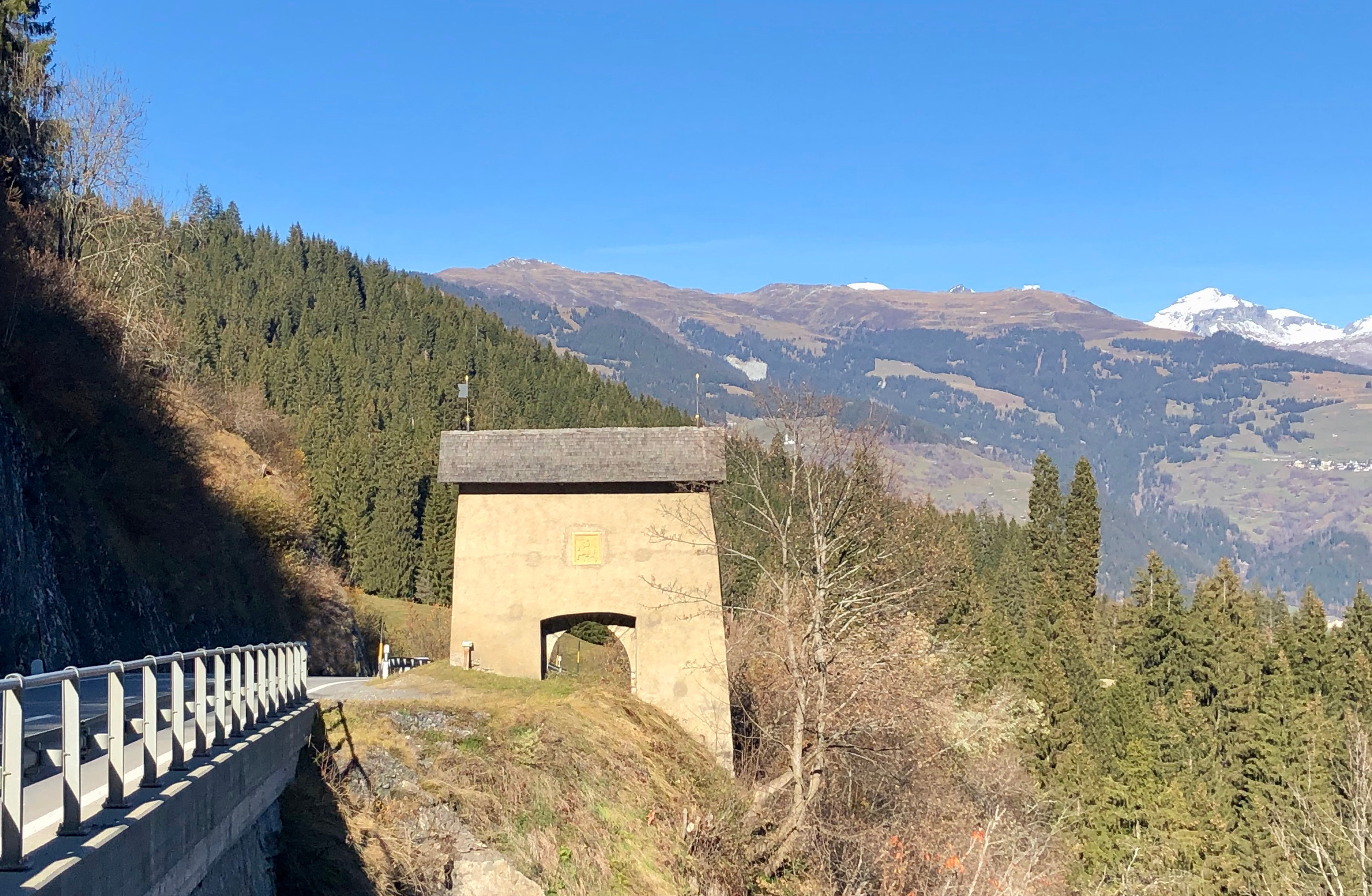
Die Porclas von Süden, 2020

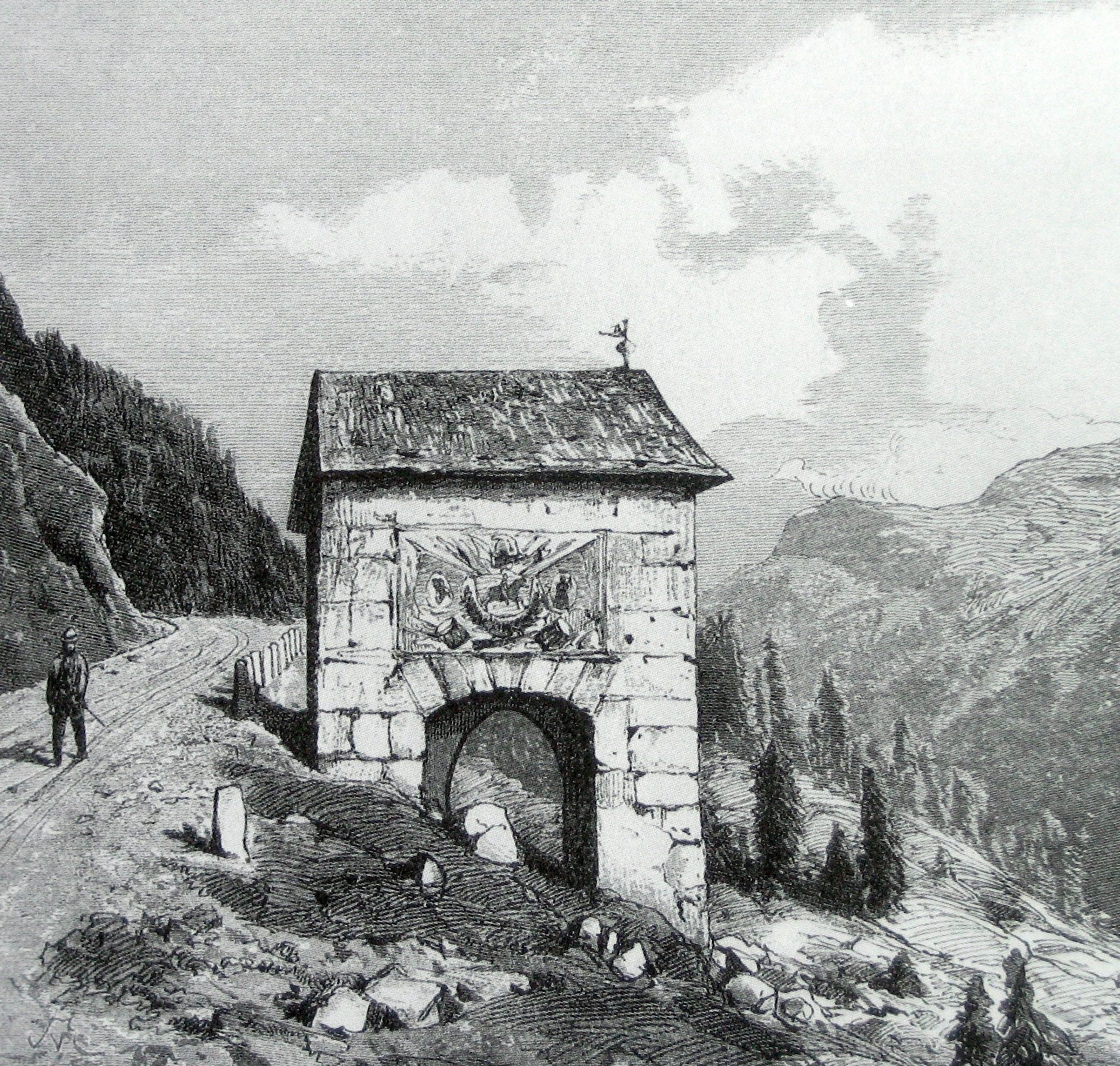
Gleiche Ansicht 1865

Die Porclas (auch «Frauentor» genannt) liegt unterhalb des Dorfes Cumbel im Val Lumnezia im schweizerischen Kanton Graubünden. Das Tor ist der Rest einer rund sechs Meter hohen letziartigen Sperrmauer, die den Zugang zu der linken, westlichen Talseite versperrte.
Durch die spitzbogige, mit starken Gewändsteinen ausgestattete Porclas (Breite: 1,2 Meter) führte der Tagweg hinunter nach Ilanz beziehungsweise hinauf nach Vella und Lumbrein.  Von den eisernen Angeln, an denen die Türe befestigt war, sind noch die beiden oberen erhalten.  Das Tor konnte mit zwei Torflügeln verschlossen werden. Das ursprüngliche  Mauerwerk liegt unter einem modernen Verputz. 1858 und 1912 wurden Restaurierungsarbeiten vorgenommen und die Porclas unter Bundesschutz gestellt. Die Inschrift und das Mauritiusrelief stammen aus heutiger Zeit. Das Dach ist mit Holzschindeln gedeckt.
Talseits endet das Tor über einem steilen Felssturz, bergwärts wird es heute durch die Kantonsstrasse begrenzt. Früher war es dort an einen steilen Felshang angelehnt, der beim Bau der Strasse abgetragen wurde.
Schriftliche Quellen über die Erbauung gibt es nicht; das spitzbogige Tor lässt jedoch auf das Ende des 13. Jahrhunderts schliessen. Die Bezeichnung «Frauentor» rührt von einer Sage her, wonach sich die Lugnezer Frauen 1352 während der Belmonter Fehde heldenhaft am Kampf beteiligt haben sollen.
Die Porclas mit Fallgatter ist im Wappen der ehemaligen Gemeinde Cumbel abgebildet. Das Wappen der Fusionsgemeinde Lumnezia nach einem Entwurf des Disentiser Benediktinerpaters Flurin Maissen zeigt das Tor.

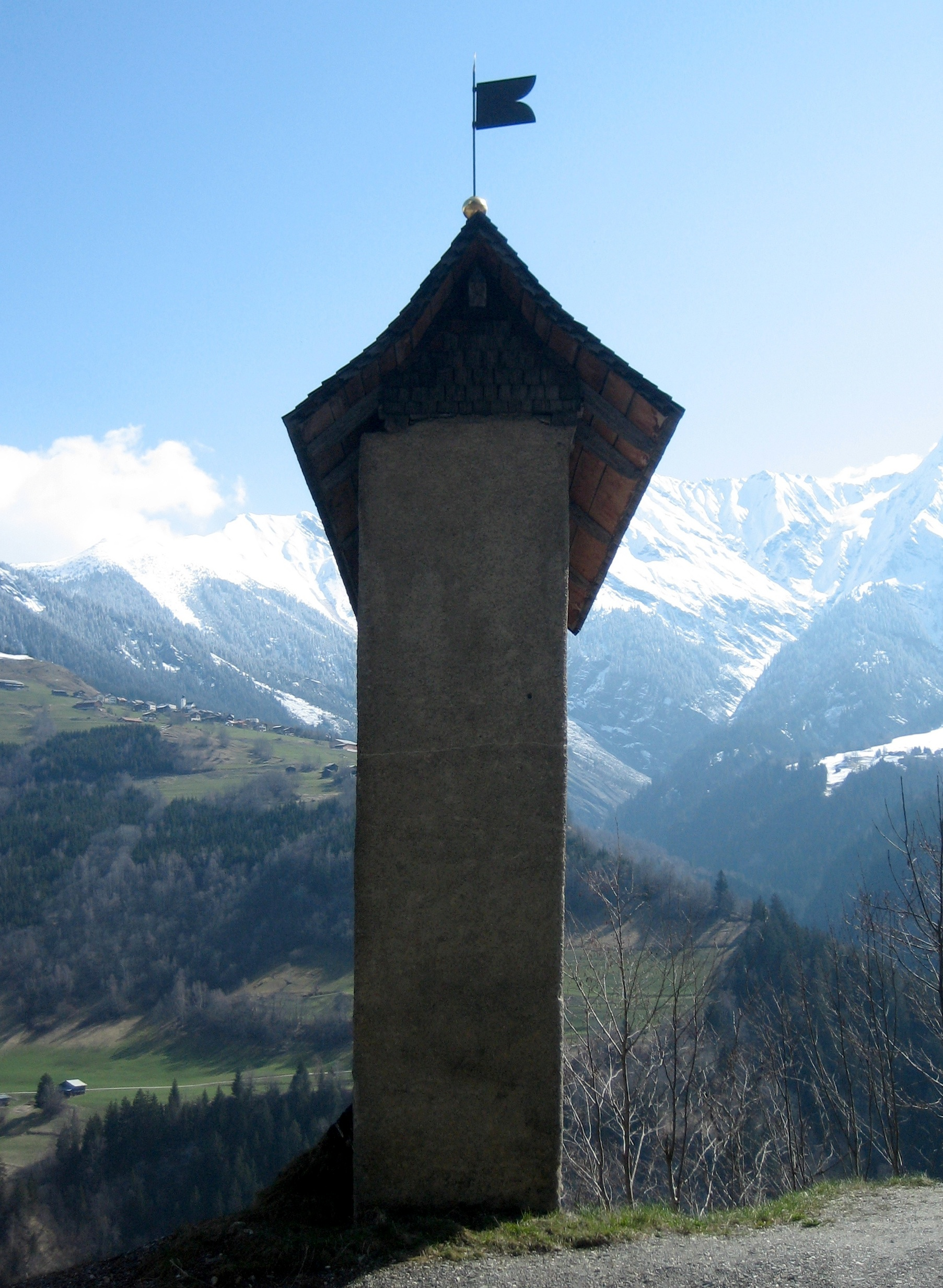
Ansicht talwärts
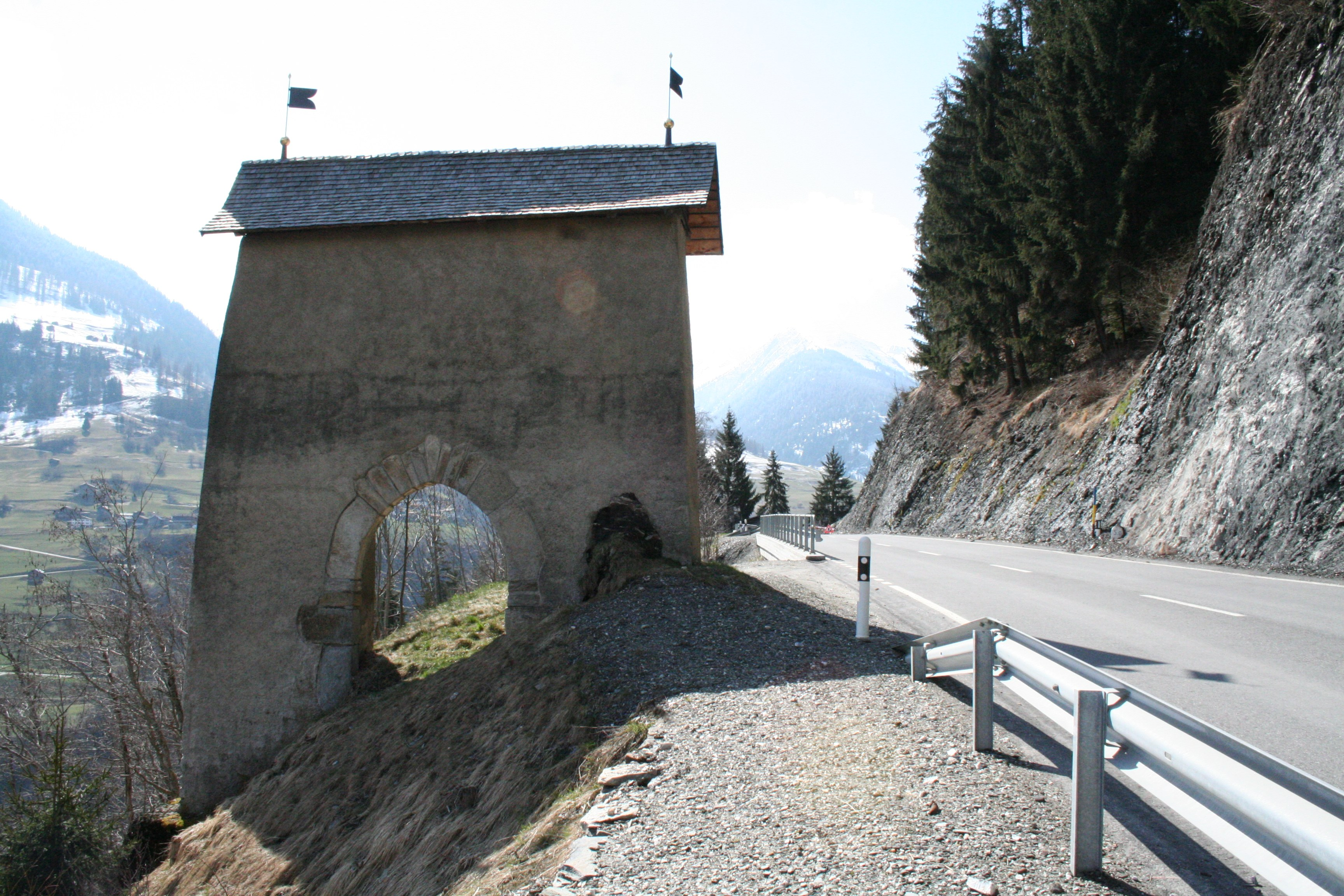
Ansicht von Norden
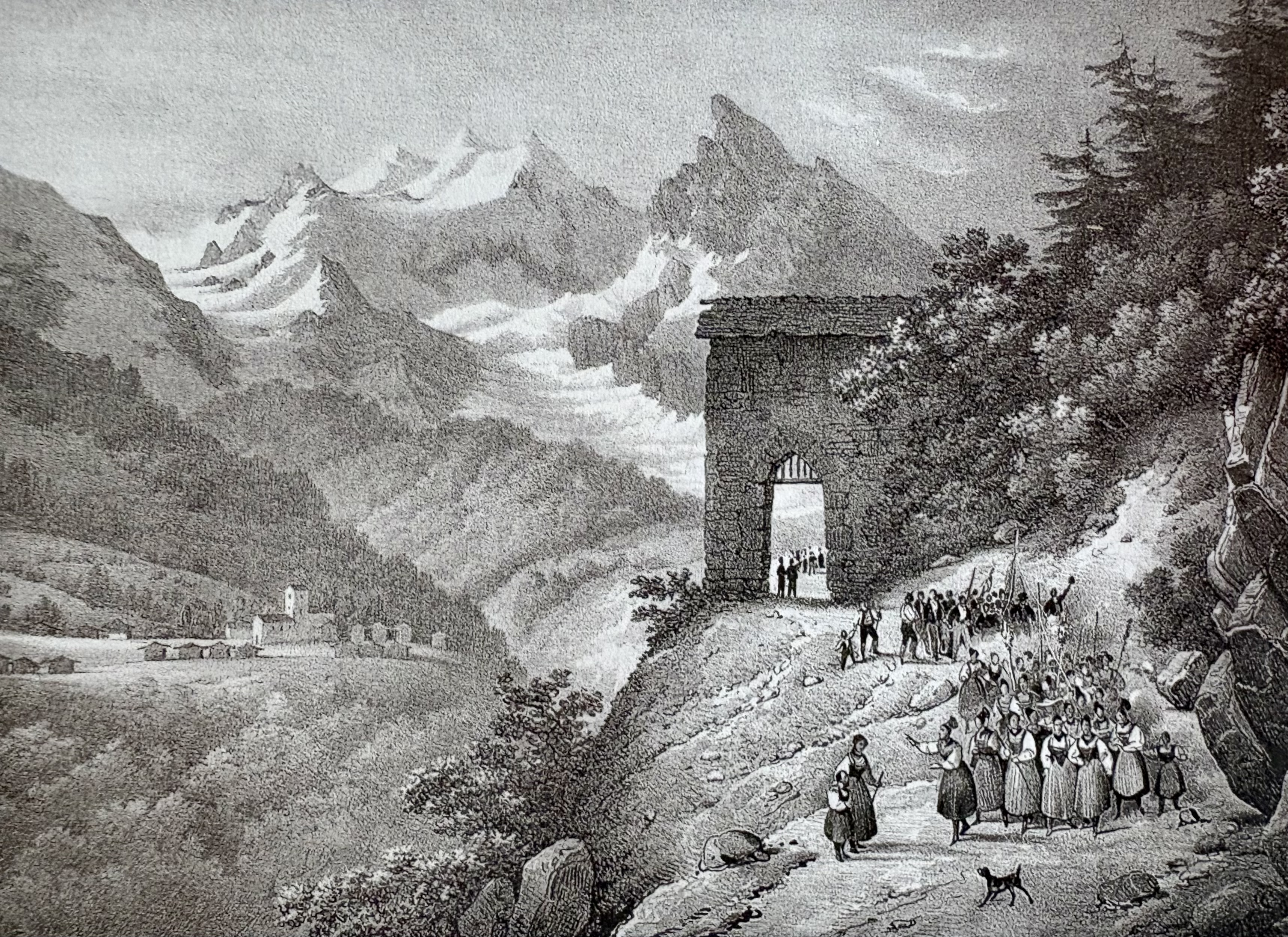
Gleiche Ansicht um 1825
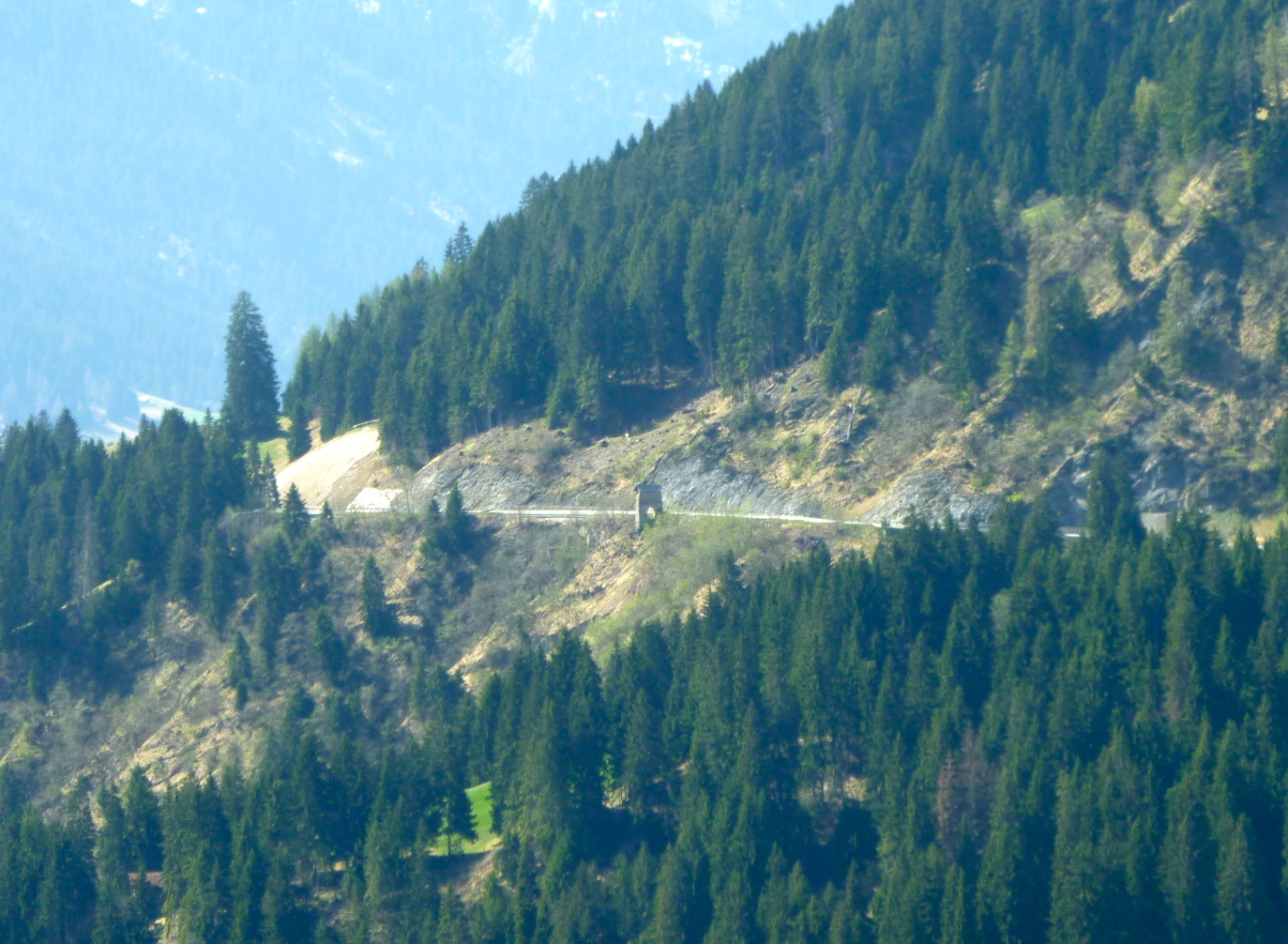
Ansicht von oberhalb Sevgein